# Iridopsis gracilis
Iridopsis gracilis är en fjärilsart som beskrevs av W. Warren 1904. Iridopsis gracilis ingår i släktet Iridopsis och familjen mätare. Inga underarter finns listade i Catalogue of Life.